# Ciro Pinsuti
Ciro Pinsuti (Sinalunga, 9 maggio 1828 – Firenze, 10 marzo 1888) è stato un compositore italiano.
È stato il più importante musicista di Sinalunga (Siena).
Seppur poco conosciuto in Italia, ebbe gran fortuna in Inghilterra, a Londra.

## Biografia
Figlio di M. Maddalena Formichi e G. Battista Pinsuti, maestro di musica della banda paesana (all'epoca una vera e propria orchestra di fiati), già da piccolo dimostrò gran talento per la musica. Dopo aver studiato musica da un amico del padre, a dodici anni fece la sua prima apparizione pubblica nel Teatro Civico di Perugia la sera del 7 marzo 1840, come primo violino dell'orchestra che festeggiava la stagione carnevalesca di quell'anno. Finita la stagione, il padre lo condusse a Roma, e, sfruttando l'amicizia con il Conte Savorelli gli fece tenere un'innumerevole serie di concerti al pianoforte presso le più importanti famiglie romane, e la fama che lo circondò l'aiutò ad accedere all'Accademia di Santa Cecilia.

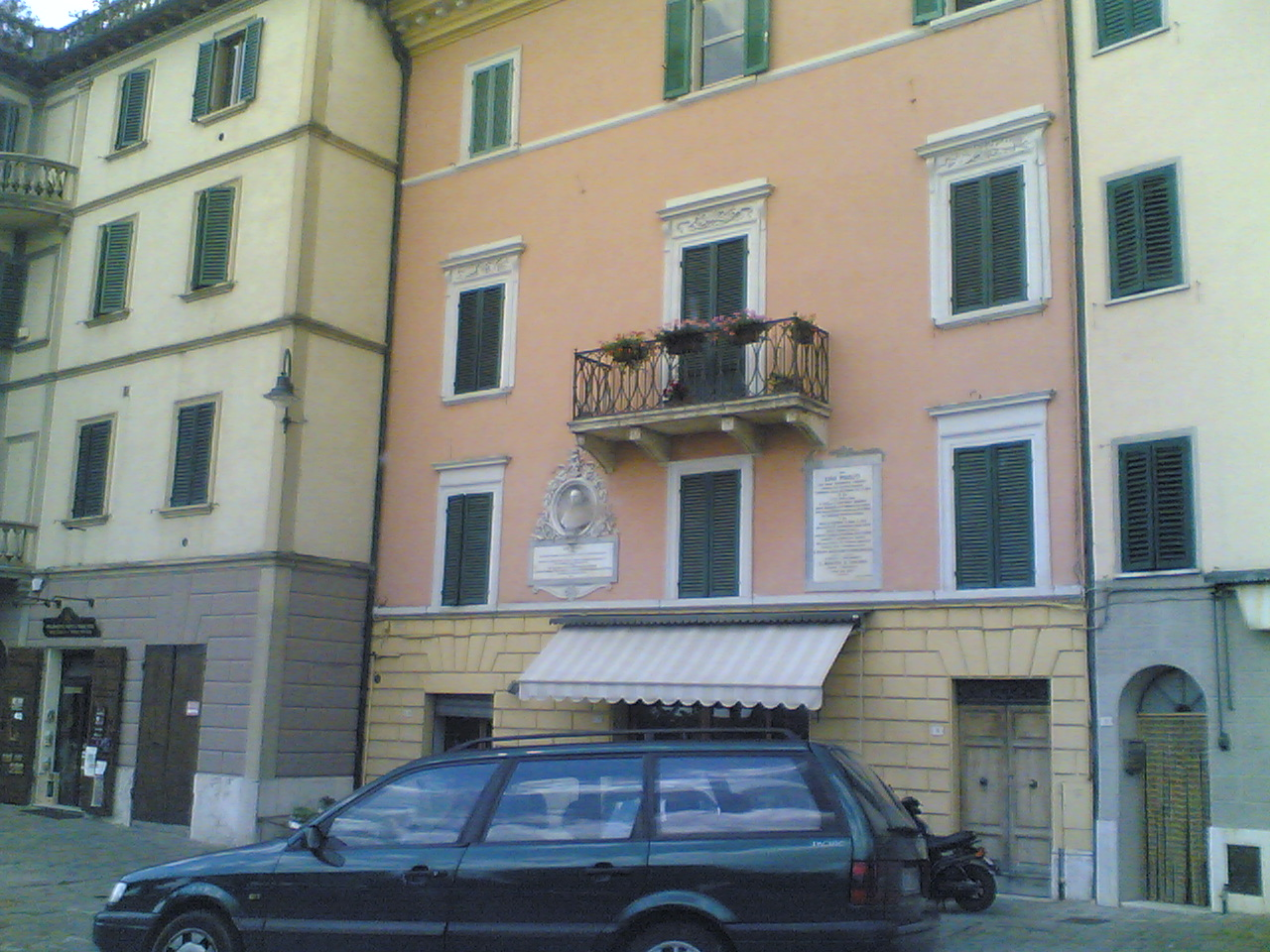
Casa natale di Ciro Pinsuti, nella piazza Garibaldi, a Sinalunga.

Ad una delle cene a cui Ciro Pinsuti si esibiva sempre accompagnato dal padre, era presente anche il nobile inglese Henry Drummond, il quale estasiato da tale talento propose al padre di Ciro di farlo iscrivere al conservatorio di Napoli, ma il padre non poteva permettersi tale spesa. Il nobile inglese si propose come finanziatore degli studi di Ciro, a condizione che il piccolo gli venisse assegnato in affidamento, e che poi lo potesse seguire a Londra. Ciro Pinsuti restò a Londra per cinque anni, al termine dei quali gli fu chiesto presso quale maestro volesse andare a perfezionarsi, scegliendo tra Meyerbeer in Germania e Gioachino Rossini a Bologna. Ciro Pinsuti non ebbe dubbi e scelse il genio immortale di Rossini, il quale gli fu maestro e amico, tale che giustamente consigliò a Ciro di tornare a Londra una volta finiti gli studi, per farsi una posizione ed affermarsi.
A Londra Ciro iniziò a dare lezioni di musica di giorno, mentre di notte si dedicava alle sue originali composizioni. La Royal Academy of Music di Londra lo nominò maestro di canto e, nel 1871, gli fu affidato il compito di scrivere un inno di sole voci come rappresentante italiano, mentre Charles Gounod faceva la stessa cosa per la Francia, Ferdinand Hiller per la Germania e Arthur Sullivan per l'Inghilterra.
Dopo qualche anno Ciro Pinsuti fu nominato commendatore per meriti artistici, nonché nominato membro onorario dell'Accademia di S. Cecilia a Roma. Si ritrova ufficialmente a Sinalunga il 7 settembre 1876, data da cui fece parte del consiglio comunale, carica che ricoprì fino alla sua morte, anche se l'impegno che profuse in tale carica fu necessariamente soggetto ai numerosi spostamenti richiestigli dalla sua attività musicale. Nel 1879 prende parte come regista per la rappresentazione del Trovatore di Giuseppe Verdi presso il teatro di Sinalunga, assistendo alle prove della banda locale diretta dal fratello, Domenico Pinsuti. Nel 1885 mise in scena a Venezia e poi a Sinalunga una delle sue opere più importanti, La Margherita.
Ciro Pinsuti morì a Firenze il 10 marzo 1888, le esequie ufficiali furono celebrate la mattina del 10 aprile 1888 nella Collegiata di San Martino a Sinalunga, come deliberato il 21 marzo 1888 dal consiglio comunale, mentre la sera furono celebrate le commemorazioni civili in teatro, a cui parteciparono alte personalità del giovane stato italiano.

## Opere

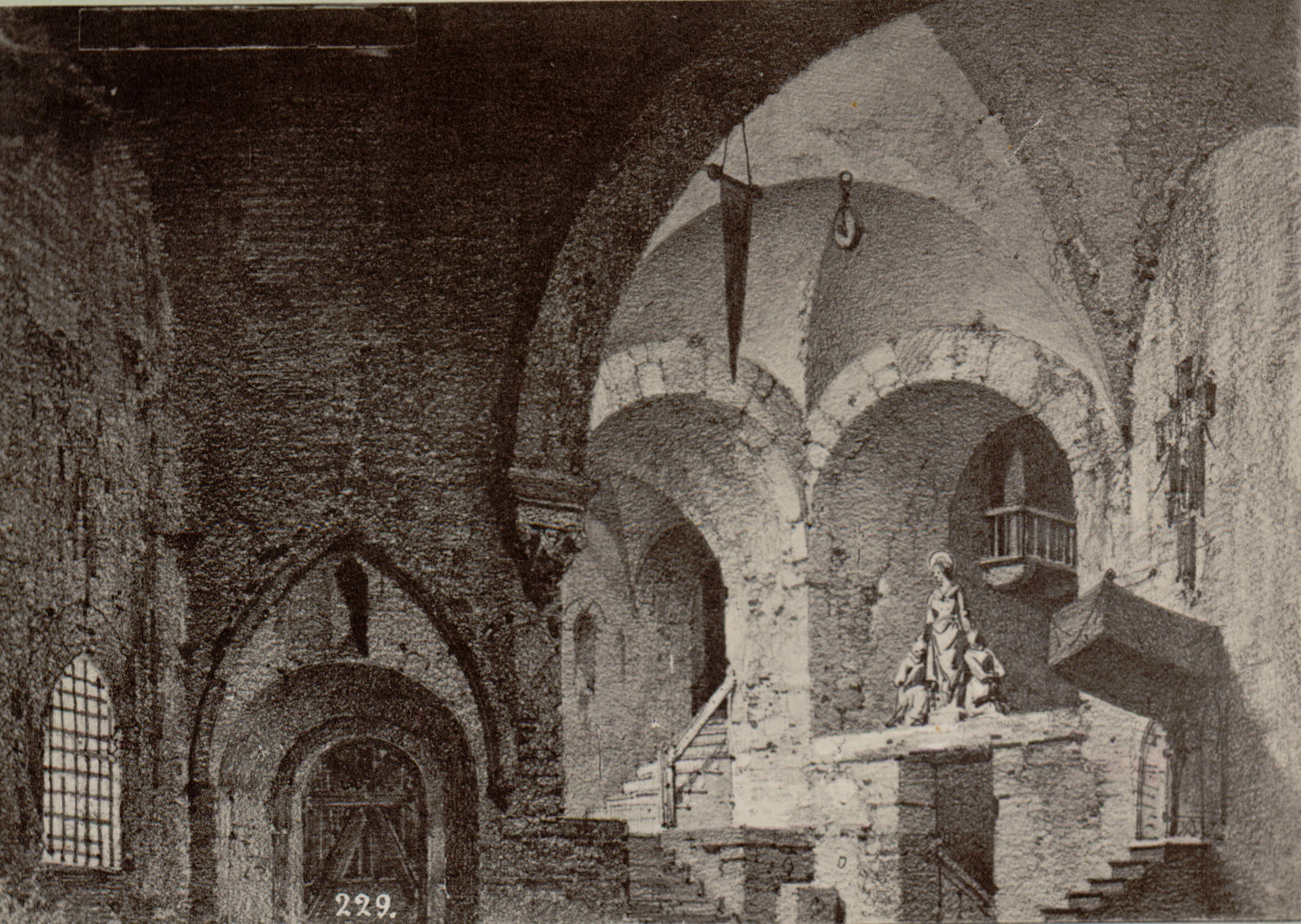
Interno delle prigioni di Praga, bozzetto per Mattia Corvino, prologo (1877). Archivio Storico Ricordi

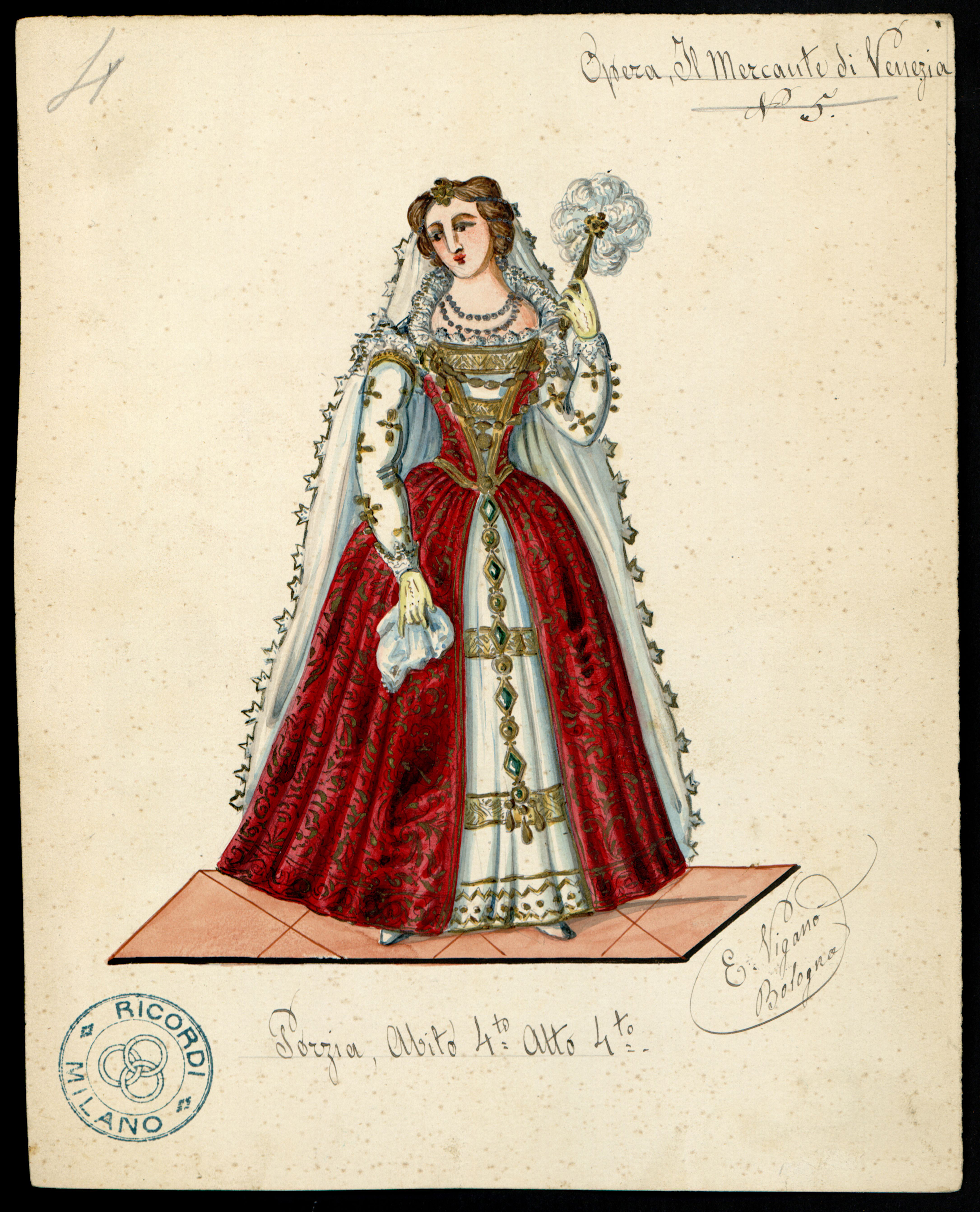
Porzia (soprano), figurino per Il mercante di Venezia atto 4 (1873).
Archivio Storico Ricordi

Ciro Pinsuti ha regalato al teatro lirico soltanto tre opere:

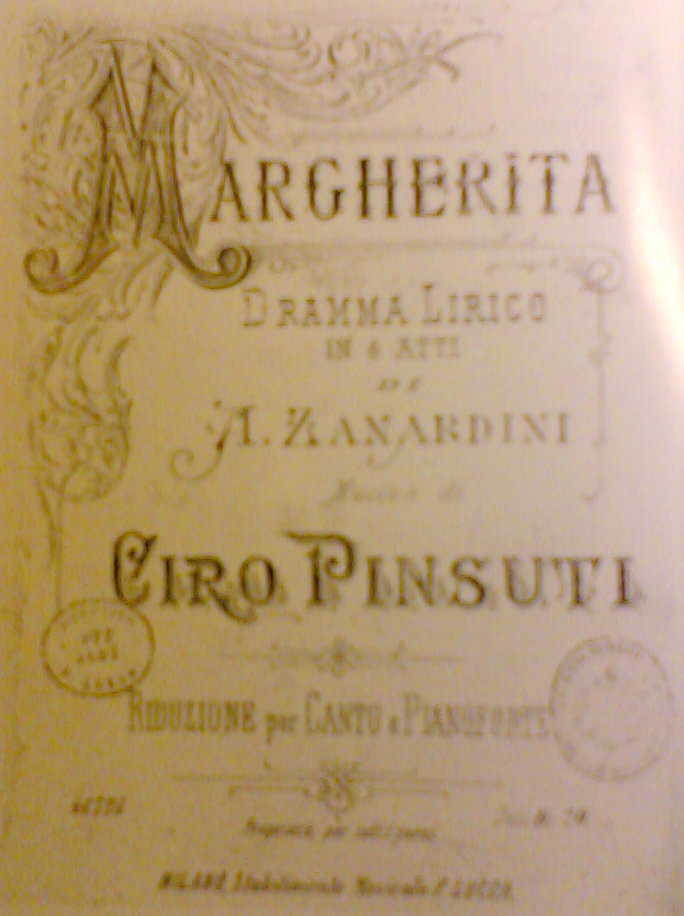
Copertina dello spartito dell'opera La Margherita.

- Margherita, rappresentata per la prima volta al Teatro La Fenice di Venezia nel 1882 e tre anni dopo nel Teatro Comunale di Sinalunga (ora dedicato proprio al maestro Ciro Pinsuti), appena restaurato dall'architetto locale Corbi. Tale opera è un dramma lirico in quattro atti, con libretto scritto da A. Zanardini. La rappresentazione che fu fatta a Sinalunga nel 1885 annoverò tra i tanti artisti di fama nazionale anche il soprano Ilda Castellani e il mezzosoprano Matilde Mercuri.
- Il mercante di Venezia, rappresentata per la prima volta al Teatro Comunale di Bologna l'8 novembre 1873. Quest'opera è un melodramma in quattro atti tratto dall'omonima commedia di William Shakespeare, con parole di G.T. Cimino
- Mattia Corvino, rappresentato per la prima volta al Teatro alla Scala di Milano il 24 marzo 1877, un dramma lirico composto da un prologo e tre atti. Autore dei testi fu Carlo D'Ormeville, librettista romano che fu l'allestitore dalla trionfale prima dell'Aida al Cairo. La rappresentazione di Ciro Pinsuti fu osannata dai critici musicali del Corriere della Sera.

Dal 1884 Ciro Pinsuti consacrò la sua popolarità negli Stati Uniti registrando al U.S. Copyright Office una lunga serie di canzoni e ballate pubblicate già da qualche anno in America. Una di queste ballate dal titolo Beatrice - Kind and so modest fu pubblicata con il solo nome del musicista, l'allora famosissimo Ciro Pinsuti appunto, mentre non fu fatta alcuna menzione del paroliere, tale Dante Alighieri. Infatti, Ciro Pinsuti aveva musicato il sonetto XXVI della Vita Nuova del 1283.